# Douglas Seale
Douglas Seale (Londres, 28 de outubro de 1913 - Nova Iorque, 13 de junho de 1999) foi um ator de cinema e teatro britânico.

## Biografia
Em 1990, deu voz a Krebbs em The Rescuers Down Under. Dois anos depois, Seale deu voz ao sultão em Aladdin. Apareceu em vários filmes, tais como Amadeus (1984), Ernest Saves Christmas (1988), interpretando o Pai Natal, e A Smoky Mountain Christmas (1986), no papel de Vernon. Também deu voz a Malcolm, no videojogo de 1995 Phantasmagoria.